# Pandanus houlletii
Pandanus houlletii är en enhjärtbladig växtart som beskrevs av Élie Abel Carrière. Pandanus houlletii ingår i släktet Pandanus och familjen Pandanaceae. Inga underarter finns listade.